# Rothois
Rothois ist eine französische Gemeinde mit 229 Einwohnern (Stand 1. Januar 2022) im Département Oise in der Region Hauts-de-France. Die Gemeinde liegt im Arrondissement Beauvais und ist Teil der Communauté de communes de la Picardie Verte und des Kantons Grandvilliers.

## Geographie
Die Gemeinde liegt rund fünf Kilometer nordöstlich von Marseille-en-Beauvaisis. Die frühere Route nationale 30 verläuft etwas südlich außerhalb des Gemeindegebiets.

## Toponymie und Geschichte
Der Name der früher durch Textilverarbeitung und Ziegelei bekannten Gemeinde wird vom Rösten des Leins abgeleitet.

## Einwohner
| 1962 | 1968 | 1975 | 1982 | 1990 | 1999 | 2006 | 2011 |
| ---- | ---- | ---- | ---- | ---- | ---- | ---- | ---- |
| 176  | 148  | 128  | 130  | 131  | 144  | 173  | 214  |

## Verwaltung
Bürgermeister (maire) ist seit 1983 Daniel Bisschop.

## Sehenswürdigkeiten
- Kirche Saint-Lucien aus dem 17. Jahrhundert[1]
- Mehrere Calvaire auf Sockeln aus dem Kloster Beaupré